# The Peace Offering
The Peace Offering è un cortometraggio muto del 1912 diretto da Pat Hartigan. Gli attori principali sono Marshall Neilan e Ruth Roland che, insieme, interpretarono numerosi film per la casa di produzione Kalem.

## Produzione
Il film, prodotto dalla Kalem Company, fu girato a Santa Monica.

## Distribuzione
Distribuito dalla General Film Company, il film - un cortometraggio di 150 metri - uscì nelle sale cinematografiche statunitensi il 30 dicembre 1912. Come split reel, il cortometraggio veniva abbinato nelle proiezioni a Why Tightwad Tips, film con cui formava un programma unico.